# 菱川師保
菱川 師保（ひしかわ もろやす、生没年不詳）とは、江戸時代の浮世絵師。

## 来歴
柳子軒と号す。菱川を名乗ることから、菱川派に連なる絵師のひとりだったと見られるが、その画風は菱川派のものではなく、懐月堂派の影響が濃厚に見られるという。作品は2点の肉筆画が知られ、いずれも「日本繪師柳子軒菱川師保圖」の落款に「柳子」と印文不明の二つの印章を捺している。

## 作品
- 「やじろべえをもつ美人図」　紙本着色　出光美術館所蔵
- 「遊女調髪図」　紙本着色　フリーア美術館所蔵